# Червоное (Ильинецкий район)
Червоное (укр. Червоне) — посёлок, входит в Ильинецкий район Винницкой области Украины.
Население по переписи 2001 года составляло 41 человек. Почтовый индекс — 22724. Телефонный код — 04345. Занимает площадь 0,07 км². Код КОАТУУ — 521288009.

## Местный совет
22724, Вінницька обл., Іллінецький р-н, с.Хрінівка вул.Першотравнева,92